# Phaner parienti
Phaner parienti là một loài động vật có vú trong họ Cheirogaleidae, bộ Linh trưởng. Loài này được Groves & Tattersall mô tả năm 1991.

## Hình ảnh

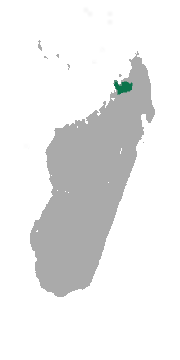